# Miasteczko Krajeńskie
Miasteczko Krajeńskie is een dorp in het Poolse woiwodschap Groot-Polen, in het district Pilski. De plaats maakt deel uit van de gemeente Miasteczko Krajeńskie en telt 1100 inwoners.

## Verkeer en vervoer
- Station Miasteczko Krajeńskie